# Bill Russell
William Felton "Bill" Russell (Monroe (Louisiana), 12 februari 1934 – Mercer Island (Washington), 31 juli 2022) was een Amerikaans basketbalspeler. Hij speelde gedurende zijn hele carrière voor de Boston Celtics en was aanvoerder van het Amerikaans basketbalteam op de Olympische Zomerspelen in 1956. Russell wordt gezien als een van de beste spelers aller tijden. Hij veroverde in zijn carrière elf keer de NBA-titel (1956/57, 1958/59, 1959/60, 1960/61, 1961/62, 1962/63, 1963/64, 1964/65, 1965/66, 1967/68 en 1968/69) en is daarmee recordhouder.
Boston Celtics haalde Russells rugnummer 6 in 1972 uit de roulatie om hem te eren. Hij werd in 1975 opgenomen in de Naismith Memorial Basketball Hall of Fame. De NBA doopte de NBA Finals Most Valuable Player Award in 2009 om tot 'Bill Russell NBA Finals Most Valuable Player Award'. Russell overleed in 2022 op 88-jarige leeftijd. Een half jaar later nam de NBA zijn rugnummer 6 uit de roulatie voor alle dertig teams in de competitie. Dat was de eerste keer dat een dergelijk eerbetoon plaatsvond.

## Statistieken

### Reguliere Seizoen
| Seizoen  | Team           | WG  | MPW  | 2P%  | VW%  | RPW  | APW | PPW  |
| -------- | -------------- | --- | ---- | ---- | ---- | ---- | --- | ---- |
| 1956–57  | Boston Celtics | 48  | 35,3 | 42,7 | 49,2 | 19,6 | 1,8 | 14,7 |
| 1957–58  | Boston Celtics | 69  | 38,3 | 44,2 | 51,9 | 22,7 | 2,9 | 16,6 |
| 1958–59  | Boston Celtics | 70  | 42,6 | 45,7 | 59,8 | 23,0 | 3,2 | 16,7 |
| 1959–60  | Boston Celtics | 74  | 42,5 | 46,7 | 61,2 | 24,0 | 3,7 | 18,2 |
| 1960–61  | Boston Celtics | 78  | 44,3 | 42,6 | 55,0 | 23,9 | 3,4 | 16,9 |
| 1961–62  | Boston Celtics | 76  | 45,2 | 45,7 | 57,5 | 23,6 | 4,5 | 18,9 |
| 1962–63  | Boston Celtics | 78  | 44,9 | 43,2 | 55,5 | 23,6 | 4,5 | 16,8 |
| 1963–64  | Boston Celtics | 78  | 44,6 | 43,3 | 55,0 | 24,7 | 4,7 | 15,0 |
| 1964–65  | Boston Celtics | 78  | 44,4 | 43,8 | 57,3 | 24,1 | 5,3 | 14,1 |
| 1965–66  | Boston Celtics | 78  | 43,4 | 41,5 | 55,1 | 22,8 | 4,8 | 12,9 |
| 1966–67  | Boston Celtics | 81  | 40,7 | 45,4 | 61,0 | 21,0 | 5,8 | 13,3 |
| 1967–68  | Boston Celtics | 78  | 37,9 | 42,5 | 53,7 | 18,6 | 4,6 | 12,5 |
| 1968–69  | Boston Celtics | 77  | 42,7 | 43,3 | 52,6 | 19,3 | 4,9 | 9,9  |
| Carrière | Carrière       | 963 | 42,3 | 44,0 | 56,1 | 22,5 | 4,3 | 15,1 |

### Play-offs
| Seizoen  | Team           | WG  | MPW  | 2P%   | VW%  | RPW  | APW | PPW  |
| -------- | -------------- | --- | ---- | ----- | ---- | ---- | --- | ---- |
| 1956–57  | Boston Celtics | 10  | 40,9 | 36,5  | 50,8 | 24,4 | 3,2 | 13,9 |
| 1957–58  | Boston Celtics | 9   | 39,4 | 36,1  | 60,6 | 24,6 | 2,7 | 15,1 |
| 1958–59  | Boston Celtics | 11  | 45,1 | 40,9  | 61,2 | 27,7 | 3,6 | 15,5 |
| 1959–60  | Boston Celtics | 13  | 44,0 | 45,6  | 70,7 | 25,8 | 2,9 | 18,5 |
| 1960–61  | Boston Celtics | 10  | 46,2 | 42,7  | 52,3 | 29,9 | 4,8 | 19,1 |
| 1961–62  | Boston Celtics | 14  | 48,0 | 45,8  | 72,6 | 26,4 | 5,0 | 22,4 |
| 1962–63  | Boston Celtics | 13  | 47,5 | 45,3  | 66,1 | 25,1 | 5,1 | 20,3 |
| 1963–64  | Boston Celtics | 10  | 45,1 | 35,6  | 55,2 | 27,2 | 4,4 | 13,1 |
| 1964–65  | Boston Celtics | 12  | 46,8 | 52,7  | 52,6 | 25,2 | 6,3 | 16,5 |
| 1965–66  | Boston Celtics | 17  | 47,9 | 47,55 | 61,8 | 25,2 | 5,0 | 19,1 |
| 1966–67  | Boston Celtics | 9   | 43,3 | 36,0  | 63,5 | 22,0 | 5,6 | 10,6 |
| 1967–68  | Boston Celtics | 19  | 45,7 | 40,9  | 58,5 | 22,8 | 5,2 | 14,4 |
| 1968–69  | Boston Celtics | 18  | 46,1 | 42,3  | 50,6 | 20,5 | 5,4 | 10,8 |
| Carrière | Carrière       | 165 | 45,4 | 43,0  | 60,3 | 24,9 | 4,7 | 16,2 |

6 Russell ·
14 Cousy ·
15 Heinsohn ·
16 Nichols ·
17 Phillip ·
18 Loscutoff ·
19 Risen ·
20 Hemric ·
21 Sharman ·
23 Ramsey ·
29 Tsioropoulos ·
Coach Auerbach
6 Russell ·
14 Cousy ·
15 Heinsohn  ·
16 Swain ·
17 Conley ·
18 Loscutoff ·
21 Sharman ·
23 Ramsey ·
24 S. Jones ·
25 KC Jones ·
29 Tsioropoulos ·
Coach Auerbach
6 Russell ·
14 Cousy ·
15 Heinsohn ·
16 Richter ·
17 Conley ·
18 Loscutoff ·
20 Guarilia ·
21 Sharman ·
23 Ramsey ·
24 S. Jones ·
25 KC Jones ·
Coach Auerbach
6 Russell ·
14 Cousy ·
15 Heinsohn ·
16 Sanders ·
17 Conley ·
18 Loscutoff ·
20 Guarilia ·
21 Sharman ·
23 Ramsey ·
24 S. Jones ·
25 KC Jones ·
Coach Auerbach
4 Braun ·
6 Russell ·
14 Cousy ·
15 Heinsohn ·
16 Sanders ·
18 Loscutoff ·
20 Guarilia ·
21 Phillips ·
23 Ramsey ·
24 S. Jones ·
25 KC Jones ·
Coach Auerbach
4 Lovellette ·
6 Russell ·
12 Swartz ·
14 Cousy ·
15 Heinsohn ·
16 Sanders ·
17 Havlicek ·
18 Loscutoff ·
20 Guarilia ·
23 Ramsey ·
24 S. Jones ·
25 KC Jones ·
Coach Auerbach
4 Lovellette ·
6 Russell ·
12 Naulls ·
15 Heinsohn ·
16 Sanders ·
17 Havlicek ·
18 Loscutoff ·
20 Siegfried ·
21 McCarthy ·
23 Ramsey ·
24 S. Jones ·
25 KC Jones ·
Coach Auerbach
6 Russell ·
11 Counts ·
12 Naulls ·
15 Heinsohn ·
16 Sanders ·
17 Havlicek ·
18 Thompson ·
20 Siegfried ·
21 Bonham ·
24 S. Jones ·
25 KC Jones ·
Coach Auerbach
5 Thompson ·
6 Russell ·
11 Counts ·
12 Naulls ·
14 Watts ·
16 Sanders ·
17 Havlicek ·
18 Sauldsberry ·
19 Nelson ·
20 Siegfried ·
21 Bonham ·
24 S. Jones ·
25 KC Jones ·
Coach Auerbach
6 Russell · 
11 Graham · 
12 Thacker · 
16 Sanders · 
17 Havlicek · 
18 Howell · 
19 Nelson · 
20 Siegfried · 
24 S. Jones · 
26 Weitzman · 
27 J. Jones · 
28 Embry · 
Coach Russell
6 Russell · 
7 Bryant · 
11 Graham · 
12 Chaney · 
16 Sanders · 
17 Havlicek · 
18 Howell · 
19 Nelson · 
20 Siegfried · 
24 Jones · 
26 Johnson · 
28 Barnes · 
Coach Russell
- Biblioteca Nacional de España: XX5149926
- Gemeinsame Normdatei: 132278715
- International Standard Name Identifier: 0000 0000 7877 8534
- Library of Congress Control Number: n79058575
- Nationale bibliotheek van Australië: 35749182
- Nationale Bibliotheek van Israël: 987007342275805171
- Trove: 1069890
- Virtual International Authority File: 205269105